# Leonid Tibilov
Leonid Haritonovitch Tibilov (en ossète : Тыбылты Харитъоны фырт Леонид), né le 28 mars 1952 à Verkhny Dvan, est un homme politique sud-ossète. Il est président de la république d'Ossétie du Sud de 2012 à 2017.

## Biographie

### Carrière professionnelle
Originaire de Verkhny Dvan, dans le district de Znaur en Ossétie du Sud, Tibilov est professeur de physique et de mathématiques, avant d'entrer au KGB en 1981. Il dirige les services secrets en Ossétie du Sud entre 1992 et 1998.

### Carrière politique
De 1998 à 2002, il occupe le poste de vice-Premier ministre d'Ossétie du Sud, république sécessionniste de la Géorgie. Dans le même temps, il est également coprésident de la commission de contrôle mixte ayant pour but le maintien de la paix entre l'Ossétie du Sud et la Géorgie, qui considère la république sud-ossète comme faisant parte de son territoire.
En 2006, il est candidat à l'élection présidentielle mais est largement battu par le président sortant Edouard Kokoïty.
Après l’annulation de l'élection présidentielle de novembre 2011, Leonid Tibilov se porte candidat au poste de président de l'Ossétie du Sud lors de la nouvelle élection dont le premier tour se tient le 25 mars 2012. Il totalise 42,5 % des votes et se qualifie pour le second tour. Le 8 avril suivant, il remporte le second tour avec 54,12 % des suffrages exprimés, devançant son adversaire David Sanakoyev qui obtient lui 43,6 %.
En octobre 2015, il annonce un référendum sur un rattachement de son pays à la Russie.
Candidat à un second mandat lors de l'élection présidentielle qui se tient le 9 avril 2017, il n'obtient que 33 % des voix et est largement battu par Anatoli Bibilov qui est élu avec 54,8 % des voix dès le premier tour.